# Federico Gallego
Federico Gallego Revetria (sinh ngày 13 tháng 6 năm 1990 ở Montevideo, Uruguay) là một cầu thủ bóng đá người Uruguay hiện tại thi đấu cho Sud América của Uruguayan Primera División ở Uruguay.

## Đội bóng
- Sud América 2011–
- → Argentinos Juniors (mượn) 2015–2016